# Malpolon
Genre
Malpolon est un genre de serpents de la famille des Lamprophiidae.

## Répartition
Les deux espèces de ce genre se rencontrent dans la plupart des pays du pourtour méditerranéen, en Europe (à l’exception de l'Italie), en Afrique du Nord et au Moyen-Orient (à l'exception de l'Arabie).

## Liste d'espèces
Selon The Reptile Database (31 juillet 2013) :
- Malpolon insignitus (Geoffroy De St-hilaire, 1809) - Couleuvre maillée
- Malpolon monspessulanus (Hermann, 1804) - Couleuvre de Montpellier

Certains auteurs, notamment Figueroa et al. 2016 classent la Couleuvre de Moïla (Rhagerhis moilensis) dans le genre Malpolon
- Malpolon moilensis (Reuss, 1834) - Couleuvre de Moïla

## Étymologie
Le nom de ce genre, Malpolon, vient du grec μαλα, « très, fort, beaucoup », et πολυς, « nombreux, grand, fort », en référence à la grande taille et la grande force de ces couleuvres.

## Publication originale
- Fitzinger, 1826 : Neue Classification der Reptilien nach ihren natürlichen Verwandtschaften nebst einer Verwandschafts-Tafel und einem Verzeichnisse der Reptilien-Sammlung des K. K. Zoologischen Museums zu Wien J. G. Heubner, Wien, p. 1-66 (texte intégral).